# بلاند هولت
بلاند هولت (بالإنجليزية: Bland Holt) هو منتج مسرحي ‏ أسترالي، ولد في 24 مارس 1851، وتوفي في 28 يونيو 1942.

## وصلات خارجية
- بلاند هولت على موقع IMDb (الإنجليزية)